# 조국공헌훈장

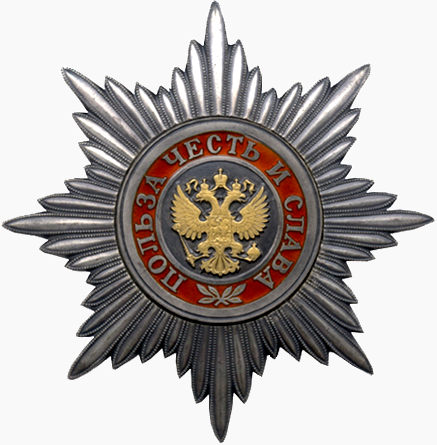
조국공헌훈장의 별

조국공헌훈장(러시아어: Орден «За заслуги перед Отечеством», Orden "Za zaslugi pered Otechestvom")은 러시아 연방의 국가 훈장이다.
1994년 3월 2일 보리스 옐친의 러시아 연방 대통령령에 의해 제정되었다. 당시에 소련의 훈장제도를 새로 재편하는 과정에서 최고등급 훈장으로 제정되었다. 러시아 국제의 단결, 사회, 경제 분야의 공헌, 과학, 기술개발 분야의 공헌, 문화, 예술, 스포츠 분야의 공헌, 세계 평화, 국가, 민족간의 우애와 단합에 대한 공헌, 국가안전 수호에 기여 등의 공헌이 있을 때 수여된다. 훈장의 표어는 '효용, 명예, 영광'으로, 러시아 제국 당시의 대공 블라디미르 훈장의 것과 동일하다.
1998년에 사도 '성 안드레이 훈장'이 제정되기 이전까지 러시아 연방에서 가장 높은 등급의 훈장이었다. 같은 명칭을 가진 조국공헌메달 1급, 2급이 따로 있으며, 하위호완으로 구별된다.

## 개요

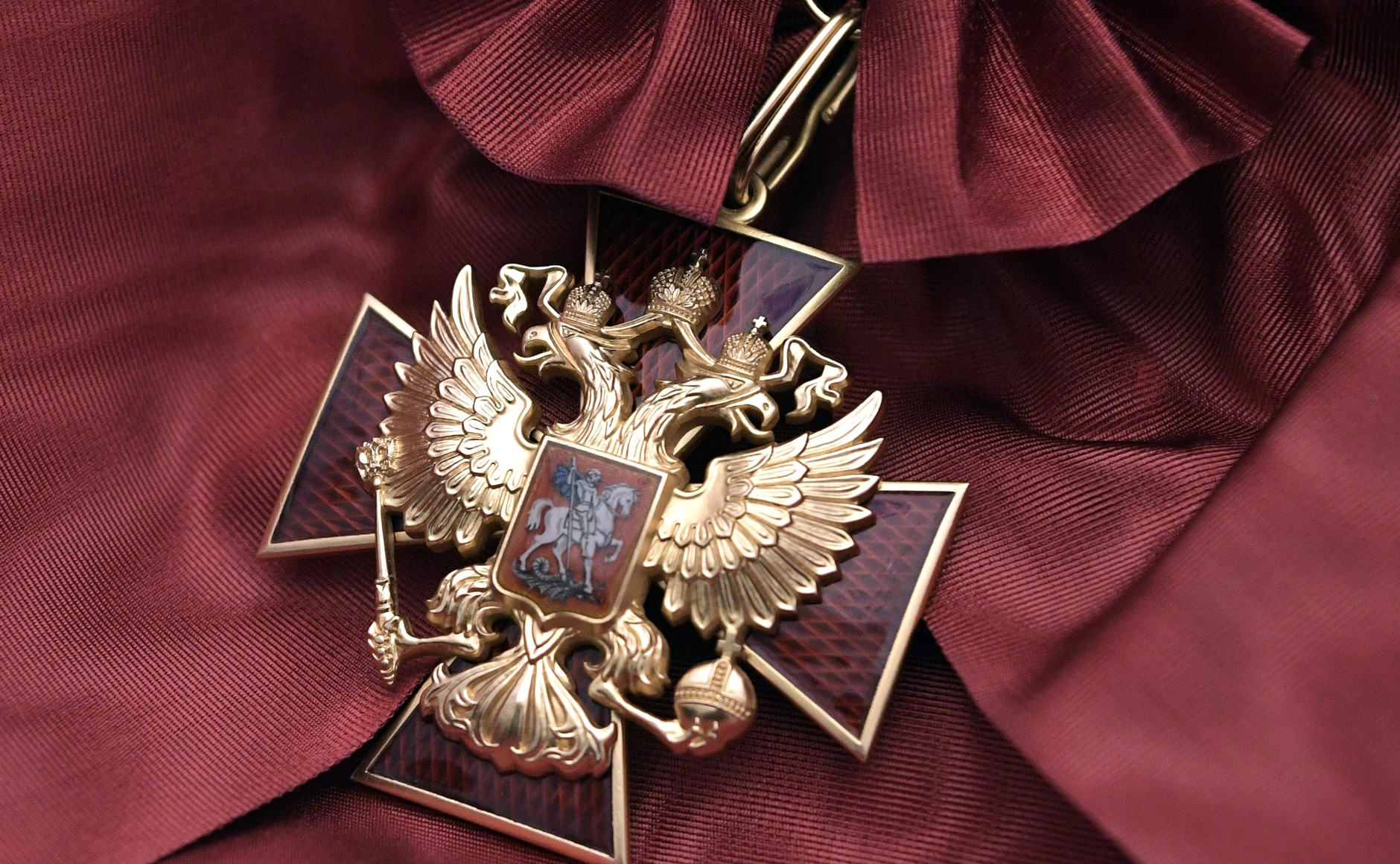
조국공헌훈장 1급

러시아연방 훈장의 순차로보면 3번째이며, 성 세오르기우스 훈장이 군인에게 수여되며, 가장 최고의 훈장인 '성 안드레이훈장'의 경우 국가 원수급에게 극도로 한정적으로 수여되는 것을 본다면 현실적으로 조국공헌 훈장은 민간인과 일반경찰, 군인들이 통상적으로 수여가능한 가장 높은 등급의 훈장이다.  
가장 높은 등급은 1급이다. 4급에서 1급순으로 순차적으로 수여된다. 4급을 수여받은 사람은 원칙적으로 조국훈장 1급 및 2급 메달을 수여받았어야 한다. 국가에 대한 특히 공로가 있는 경우, 이전에 "러시아 연방의 영웅" 칭호를 수여받은 경우 조국훈장 1급 및 2급 메달을 수여하지 않고도 조국공헌훈장 4급을 수여할 수있다. 소련의 영웅 " 또는 " 사회주의 노동의 영웅 ", 그리고 이전 에 성 베드로 훈장을 수여받은 경우., 알렉산드르 넵스키 훈장, 수보로프 훈장, 우샤코프 훈장, 게오르기 주코프 훈장 , 쿠투초프 훈장 , 나히모프 훈장, 용기 훈장 또는 러시아 연방의 명예 칭호 를 수여받은 사람이 공헌을 올렸을때 수여된다.
그리고 예외적인 경우 러시아 연방 대통령은 이전에 러시아 연방의 국가 상을 수여받지 않은 사람에게 조국공헌훈장의 수여를 정할 수 있다.
군인의 경우 '조국공헌훈장'은 검을 든 훈장을 받는다. 과거에는 프랑스 대통령 자크 시라크 및 외국 고위 인사 및 국가원수에게도 수여되었지만, 2010년 이후 러시아 연방 국민에게만 수여할 수 있다고 법령을 개정하였다.

## 훈장의 외형

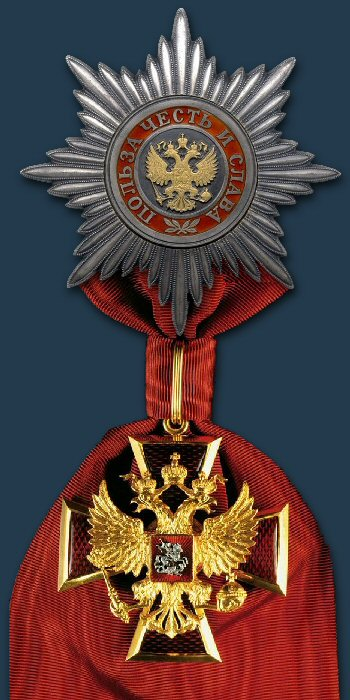
조국공헌훈장 1급
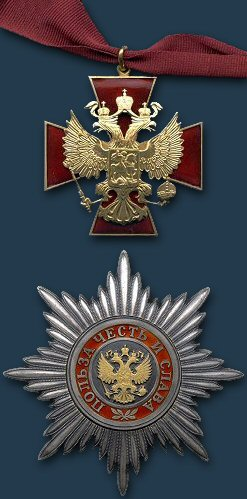
조국공헌훈장 2급
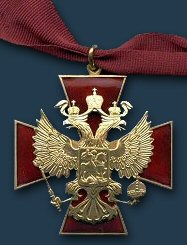
조국공헌훈장 3급
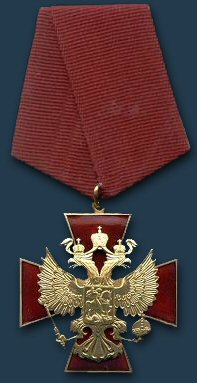
조국공헌훈장 4급

## 주요 수훈자

### 정치인
- 드미트리 메드베데프
- 보리스 옐친
- 알렉세이 쿠드린
- 자크 시라크

### 예술인
- 므스티슬라프 로스트로포비치

### 운동선수
- 라리사 라티니나
- 빅토르 안
- 알렉산드르 카렐린
- 알렉산드르 포포프
- 알렉세이 야구딘
- 알리나 카바예바
- 예브게니야 카나예바
- 예브게니 플루센코
- 옐레나 데멘티예바
- 옐레나 이신바예바